# Aiko 15th Anniversary Tour「ROCKS」
『aiko 15th Anniversary Tour「ROCKS」』（アイコ　フィフティーンスアニバーサリーツアー　ロックス）は、aikoの9作目のライブビデオ。2015年3月20日にポニーキャニオンよりBlu-ray DiscとDVDで発売された。なお10作目として『aiko 15th Anniversary Tour「POPS」』が同時発売されている。

## 概要
本作は2枚組で発売された。2013年にメジャーデビュー15周年を記念して4種同時開催されたライブツアーから、Disc1として「Love Like Rock Vol.0 ~パンツの替えは持って来いよ~」名古屋ボトムライン公演の模様が、Disc2として「Love Like Rock vol.6 ~15周年だなんて…やだ、涙が出る~」ZEPP TOKYO公演の模様が収録されている。

## 収録曲

### Disc1「Love Like Rock Vol.0 ~パンツの替えは持って来いよ~」
1. オレンジな満月
2. あした
3. 愛の病
4. beat
5. ハチミツ
6. 親指の使い方
7. 夏にマフラー
8. 犬になる
9. 恋人
10. Loveletter
11. エナジー
12. 鏡
13. 赤い靴
14. ボーイフレンド
15. 恋愛ジャンキー
16. be master of life

### Disc2「Love Like Rock vol.6 ~15周年だなんて…やだ、涙が出る~」
1. ビードロの夜
2. 帽子と水着と水平線
3. 彼の落書き
4. be master of life
5. アスパラ
6. 雲は白リンゴは赤
7. ナキ・ムシ
8. 私生活
9. ひまわりになったら
10. 瞬き
11. いつもあたしは
12. Loveletter
13. ボーイフレンド
14. 運命
15. mix juice
16. 二人
17. 4月の雨
18. Power of Love